# Aspiorhynchus laticeps
Aspiorhynchus laticeps är en fiskart som först beskrevs av Day, 1877.  Aspiorhynchus laticeps ingår i släktet Aspiorhynchus och familjen karpfiskar. Inga underarter finns listade.